# Conflent (Comarca)

Lage der Comarca Conflent im Département Pyrénées-Orientales

Das Conflent ist eine Comarca Nordkataloniens im Süden von Frankreich. Die Hauptstadt ist Prades (katal. Prada).
Das Conflent und die anderen Comarques in Nordkatalonien wurden infolge des Pyrenäenfriedens von 1659 vom restlichen Katalonien abgetrennt und Frankreich zugesprochen.